# Brachinus melanarthrus
Brachinus melanarthrus är en skalbaggsart som beskrevs av Maximilien de Chaudoir. Brachinus melanarthrus ingår i släktet Brachinus och familjen jordlöpare. Inga underarter finns listade i Catalogue of Life.